# Окунєва Оксана Григорівна
Оксана Григорівна Окунєва (14 березня 1990, Миколаїв, Україна) — українська легкоатлетка, що спеціалізується у стрибках у висоту, учасниця Олімпійських ігор 2016 року.

## Основні досягнення
| Рік  | Чемпіонат                                    | Місце проведення         | Місце  | Результат |
| ---- | -------------------------------------------- | ------------------------ | ------ | --------- |
| 2007 | Чемпіонат світу серед юнаків                 | Острава, Чехія           | 6      | 1,78 м    |
| 2007 | Європейський юнацький Олімпійський фестиваль | Белград, Сербія          | 3      | 1,77 м    |
| 2009 | Чемпіонат Європи серед юніорів               | Новий Сад, Сербія        | 6      | 1,80 м    |
| 2011 | Чемпіонат Європи в приміщенні                | Париж, Франція           | 7      | 1,92 м    |
| 2011 | Чемпіонат Європи серед молоді                | Острава, Чехія           | 2      | 1,94 м    |
| 2011 | Універсіада                                  | Шеньчжень, Китай         | 8      | 1,84 м    |
| 2011 | Чемпіонат світу                              | Тегу, Південна Корея     | 19 (q) | 1,89 м    |
| 2012 | Чемпіонат світу в приміщенні                 | Стамбул, Туреччина       | 17 (q) | 1,83 м    |
| 2013 | Чемпіонат світу                              | Москва, Росія            | 15 (q) | 1,88 м    |
| 2014 | Чемпіонат Європи                             | Цюрих, Швейцарія         | 6      | 1,94 м    |
| 2015 | Чемпіонат світу                              | Пекін, Китай             | 14 (q) | 1,89 м    |
| 2016 | Чемпіонат Європи                             | Амстердам, Нідерланди    | 6      | 1,89 м    |
| 2016 | Олімпійські ігри                             | Ріо-де-Жанейро, Бразилія | 22 (q) | 1,89 м    |
| 2017 | Чемпіонат Європи в приміщенні                | Белград, Сербія          | 4      | 1,92 м    |
| 2022 | Золотий континентальний тур                  | Найробі, Кенія           | 2      | 1,91 м    |

## Погляди
У серпні 2024 року виступила на захист російської мови. На своїй сторінці у соцмережі звинуватила «націоналістів із Західної України» у розколі України за мовною ознакою. Стверджувала, що «більшість корінних громадян України» розмовляли і розмовляють російською мовою. Невдовзі цей допис було видалено у зв'язку з реакцією громадськості та ЗМІ.